# لالوالا پاهالا
لالوالا پاهالا (به لاتین: Lalwala Pahala) یک منطقهٔ مسکونی در سری‌لانکا است که در استان جنوبی (سری‌لانکا) واقع شده‌است.